# Trichocerca longistyla
Trichocerca longistyla är en hjuldjursart som först beskrevs av Olofsson 1918.  Trichocerca longistyla ingår i släktet Trichocerca och familjen Trichocercidae. Arten är reproducerande i Sverige. Inga underarter finns listade i Catalogue of Life.